# Respirări
Respirări este un volum de eseuri al poetului, scriitorului și eseistului român Nichita Stănescu, apărut spre sfârșitul anului 1982
la Editura Sport-Turism.